# Иван Съдърланд
Иван Съдърланд (на английски: Ivan Sutherland, роден на 16 май 1938 г.) е пионер в областта на компютърната графика, създател на първия интерактивен графичен пакет „Sketchpad“, първообраз на бъдещите CAD. Първи прилага обектно-ориентирания подход в програмирането. Лауреат на премията на Тюринг.
Създава първия шлем за виртуална реалност и Алгоритъм на Коен — Съдърланд, позволяващ ефективно да се намират отсечки от прави, разположени в правоъгълник.